# Mboinkou
 (février 2016).
Si vous disposez d'ouvrages ou d'articles de référence ou si vous connaissez des sites web de qualité traitant du thème abordé ici, merci de compléter l'article en donnant les références utiles à sa vérifiabilité et en les liant à la section « Notes et références ».
Mboinkou est à la fois une préfecture et une commune de l'union des Comores située sur la côte nord-est de l'île de la Grande Comore. C'est une région géographique riche en terre cultivable. Son chef-lieu est Chézani, une localité historique dans le domaine religieux car c'est là qu'il a été organisée la troisième prière de vendredi du pays.

## Commune Mboinkou
- Madjeoueni
- Sadani
- Trélézini
- Chezani
- Ndroudé
- Nyumamilima
- Hantsindzi
- Badamadji